# William Edward Duellman
William Edward Duellman (6 de septiembre de 1930) es un zoólogo estadounidense, especializado en anfibios.

## Biografía
En 1956, obtuvo el doctorado por la Universidad de Míchigan. Ha llegado con honores, a Curador Emérito de la División de Herpetología en la Universidad de Kansas.
Ha trabajado, notablemente, describiendo, entre los años 1960-1980 con John Douglas Lynch (1942) de numerosas especies en el género Eleutherodactylus que  transfirieron a Pristimantis. 
Es el marido de la zoóloga Linda Trueb (1942).

## Obra

### Algunas publicaciones
- Hedges, S.B., Duellman, W.E. & Heinicke, M.P. 2008. New World direct-developing frogs (Anura: Terrarana): molecular phylogeny, classification, biogeography, and conservation. Zootaxa 1737: 1–182. Página de referencia.

- Heinicke, M.P., Duellman, W.E., Trueb, L., Means, D.B., MacCulloch, R.D. & Hedges, S.B. 2009. A new frog family (Anura: Terrarana) from South America and an expanded direct-developing clade revealed by molecular phylogeny. Zootaxa 2211: 1–35. Página de referencia.

- Duellman, W.E., Marion, A.B. & Hedges, S.B. 2016. Phylogenetics, classification, and biogeography of the treefrogs (Amphibia: Anura: Arboranae). Zootaxa 4104 (1): 1–109. doi: 10.11646/zootaxa.4104.1.1. Página de referencia.

- Dubois, A., Duellman, W.E. & Ohler, A. 2017. Taxonomic and nomenclatural notes on the subfamily Acridinae of the family Hylidae (Amphibia, Anura). Bionomina 11: 49–61. doi: 10.11646/bionomina.11.1.2 Página de referencia.

### Algunos taxones descritos
- Agalychnis annae (Duellman, 1963)
- Agalychnis hulli (Duellman & Mendelson, 1995)
- Allobates craspedoceps (Duellman, 2004)
- Alopoglossus atriventris Duellman, 1973
- Anolis chocorum Williams & Duellman, 1967
- Atelopus epikeisthos Lötters, Schulte & Duellman, 2005
- Atelopus onorei Coloma, Lötters, Duellman & Miranda-Leiva, 2007
- Atelopus petersi Coloma, Lötters, Duellman & Miranda-Leiva, 2007
- Bolitoglossa compacta Wake, Brame & Duellman, 1973
- Bolitoglossa cuna Wake, Brame & Duellman, 1973
- Bolitoglossa minutula Wake, Brame & Duellman, 1973
- Bryophryne Hedges, Duellman & Heinicke, 2008
- Centrolene audax (Lynch & Duellman, 1973)
- Centrolene ballux (Duellman & Burrowes, 1989)
- Centrolene fernandoi Duellman & Schulte, 1993
- Centrolene heloderma (Duellman, 1981)
- Centrolene lemniscatum Duellman & Schulte, 1993
- Centrolene lynchi (Duellman, 1980)
- Centrolene muelleri Duellman & Schulte, 1993
- Centrolene peristictum (Lynch & Duellman, 1973)
- Centrolene pipilatum (Lynch & Duellman, 1973)
- Centrolene scirtetes (Duellman & Burrowes, 1989)
- Ceuthomantidae Heinicke, Duellman, Trueb, Means, MacCulloch & Hedges, 2009
- Ceuthomantis Heinicke, Duellman, Trueb, Means, MacCulloch & Hedges, 2009
- Ceuthomantis smaragdinus Heinicke, Duellman, Trueb, Means, MacCulloch & Hedges, 2009
- Charadrahyla altipotens (Duellman, 1968)
- Charadrahyla chaneque (Duellman, 1961)
- Chiasmocleis anatipes Walker & Duellman, 1974
- Cochranella balionota (Duellman, 1981)
- Cochranella croceopodes Duellman & Schulte, 1993
- Cochranella mariae (Duellman & Toft, 1979)
- Cochranella orejuela (Duellman & Burrowes, 1989)
- Cochranella resplendens (Lynch & Duellman, 1973)
- Craugastoridae Hedges, Duellman & Heinicke, 2008
- Dendropsophus allenorum (Duellman & Trueb, 1989)
- Dendropsophus aperomeus (Duellman, 1982)
- Dendropsophus brevifrons (Duellman & Crump, 1974)
- Dendropsophus carnifex (Duellman, 1969)
- Dendropsophus gryllatus (Duellman, 1973)
- Dendropsophus koechlini (Duellman & Trueb, 1989)
- Dendropsophus pelidna (Duellman, 1989)
- Dendropsophus praestans (Duellman & Trueb, 1983)
- Diasporus Hedges, Duellman & Heinicke, 2008
- Duellmanohyla chamulae (Duellman, 1961)
- Duellmanohyla ignicolor (Duellman, 1961)
- Ecnomiohyla echinata (Duellman, 1961)
- Ecnomiohyla thysanota (Duellman, 1966)
- Eleutherodactylus pallidus (Duellman, 1958)
- Eleutherodactylus rufescens (Duellman & Dixon, 1959)
- Eleutherodactylus teretistes (Duellman, 1958)
- Engystomops coloradorum (Cannatella & Duellman, 1984)
- Enyalioides cofanorum Duellman, 1973
- Exerodonta abdivita(Campbell & Duellman, 2000)
- Exerodonta bivocata (Duellman & Hoyt, 1961)
- Gastrotheca abdita Duellman, 1987
- Gastrotheca atympana Duellman, Lehr, Rodríguez & von May, 2004
- Gastrotheca carinaceps Duellman, Trueb & Lehr, 2006
- Gastrotheca dendronastes Duellman, 1983
- Gastrotheca espeletia Duellman & Hillis, 1987
- Gastrotheca excubitor Duellman & Fritts, 1972
- Gastrotheca galeata Trueb & Duellman, 1978
- Gastrotheca lateonota Duellman & Trueb, 1988
- Gastrotheca litonedis Duellman & Hillis, 1987
- Gastrotheca ochoai Duellman & Fritts, 1972
- Gastrotheca orophylax Duellman & Pyles, 1980
- Gastrotheca ossilaginis Duellman & Venegas, 2005
- Gastrotheca pacchamama Duellman, 1987
- Gastrotheca phalarosa Duellman & Venegas, 2005
- Gastrotheca piperata Duellman & Köhler, 2005
- Gastrotheca pseustes Duellman & Hillis, 1987
- Gastrotheca psychrophila Duellman, 1974
- Gastrotheca rebeccae Duellman & Trueb, 1988
- Gastrotheca ruizi Duellman & Burrowes, 1986
- Gastrotheca stictopleura Duellman, Lehr & Aguilar, 2001
- Gastrotheca trachyceps Duellman, 1987
- Gastrotheca walkeri Duellman, 1980
- Gastrotheca zeugocystis Duellman, Lehr, Rodríguez & von May, 2004
- Haddadus Hedges, Duellman & Heinicke, 2008
- Holoadeninae Hedges, Duellman & Heinicke, 2008
- Hyalinobatrachium munozorum (Lynch & Duellman, 1973)
- Hyalinobatrachium pellucidum (Lynch & Duellman, 1973)
- Hyla warreni Duellman & Hoogmoed, 1992
- Hyloscirtus alytolylax (Duellman, 1972)
- Hyloscirtus callipeza (Duellman, 1989)
- Hyloscirtus denticulentus (Duellman, 1972)
- Hyloscirtus larinopygion (Duellman, 1973)
- Hyloscirtus lindae (Duellman & Altig, 1978)
- Hyloscirtus pacha (Duellman & Hillis, 1990)
- Hyloscirtus pantostictus (Duellman & Berger, 1982)
- Hyloscirtus psarolaimus (Duellman & Hillis, 1990)
- Hyloscirtus ptychodactylus (Duellman & Hillis, 1990)
- Hyloscirtus simmonsi (Duellman, 1989)
- Hyloscirtus staufferorum (Duellman & Coloma, 1993)
- Hyloscirtus torrenticola (Duellman & Altig, 1978)
- Hyloxalus aeruginosus (Duellman, 2004)
- Hyloxalus eleutherodactylus (Duellman, 2004)
- Hyloxalus exasperatus (Duellman & Lynch, 1988)
- Hyloxalus insulatus (Duellman, 2004)
- Hyloxalus leucophaeus (Duellman, 2004)
- Hyloxalus mystax (Duellman & Simmons, 1988)
- Hyloxalus pulcherrimus (Duellman, 2004)
- Hyloxalus shuar (Duellman & Simmons, 1988)
- Hyloxalus sordidatus (Duellman, 2004)
- Hyloxalus spilotogaster (Duellman, 2004)
- Hypodactylus araiodactylus (Duellman & Pramuk, 1999)
- Hypodactylus dolops (Lynch & Duellman, 1980)
- Hypodactylus fallaciosus (Duellman, 2000)
- Hypodactylus Hedges, Duellman & Heinicke, 2008
- Hypsiboas palaestes (Duellman, De la Riva & Wild, 1997)
- Hypsiboas roraima (Duellman & Hoogmoed, 1992)
- Isthmohyla graceae (Myers & Duellman, 1982)
- Isthmohyla infucata (Duellman, 1968)
- Isthmohyla xanthosticta (Duellman, 1968)
- Lynchius Hedges, Duellman & Heinicke, 2008
- Megastomatohyla mixe (Duellman, 1965)
- Megastomatohyla nubicola (Duellman, 1964)
- Megastomatohyla pellita (Duellman, 1968)
- Nannophryne corynetes (Duellman & Ochoa-M., 1991)
- Noblella lynchi (Duellman, 1991)
- Nymphargus anomalus (Lynch & Duellman, 1973)
- Nymphargus chancas (Duellman & Schulte, 1993)
- Nymphargus megacheirus (Lynch & Duellman, 1973)
- Nymphargus phenax (Cannatella & Duellman, 1982)
- Nymphargus pluvialis (Cannatella & Duellman, 1982)
- Nymphargus prasinus (Duellman, 1981)
- Nymphargus siren (Lynch & Duellman, 1973)
- Nymphargus truebae (Duellman, 1976)
- Oedipina grandis Brame & Duellman, 1970
- Oreobates saxatilis (Duellman, 1990)
- Phrynopus auriculatus Duellman & Hedges, 2008
- Phrynopus thompsoni Duellman, 2000
- Phrynopus tribulosus Duellman & Hedges, 2008
- Phyllomedusa atelopoides Duellman, Cadle & Cannatella, 1988
- Phyllomedusa baltea Duellman & Toft, 1979
- Phyllomedusa perinesos Duellman, 1973
- Phyllomedusa venusta Duellman & Trueb, 1967
- Phyzelaphryninae Hedges, Duellman & Heinicke, 2008
- Plectrohyla acanthodes Duellman & Campbell, 1992
- Plectrohyla charadricola (Duellman, 1964)
- Plectrohyla cyclada (Campbell & Duellman, 2000)
- Plectrohyla hartwegi Duellman, 1968
- Plectrohyla pokomchi Duellman & Campbell, 1984
- Plectrohyla psarosema (Campbell & Duellman, 2000)
- Plectrohyla siopela (Duellman, 1968)
- Plectrohyla tecunumani Duellman & Campbell, 1984
- Plectrohyla teuchestes Duellman & Campbell, 1992
- Pristimantis acerus (Lynch & Duellman, 1980)
- Pristimantis adiastolus Duellman & Hedges, 2007
- Pristimantis albertus Duellman & Hedges, 2007
- Pristimantis amydrotus (Duellman & Lehr, 2007)
- Pristimantis anemerus (Duellman & Pramuk, 1999)
- Pristimantis aniptopalmatus (Duellman & Hedges, 2005)
- Pristimantis ardalonychus (Duellman & Pramuk, 1999)
- Pristimantis atrabracus (Duellman & Pramuk, 1999)
- Pristimantis avicuporum (Duellman & Pramuk, 1999)
- Pristimantis bearsei (Duellman, 1992)
- Pristimantis bipunctatus (Duellman & Hedges, 2005)
- Pristimantis ceuthospilus (Duellman & Wild, 1993)
- Pristimantis citriogaster (Duellman, 1992)
- Pristimantis colomai (Lynch & Duellman, 1997)
- Pristimantis condor (Lynch & Duellman, 1980)
- Pristimantis cordovae (Lehr & Duellman, 2007)
- Pristimantis coronatus Lehr & Duellman, 2007
- Pristimantis corrugatus (Duellman, Lehr & Venegas, 2006)
- Pristimantis cosnipatae (Duellman, 1978)
- Pristimantis cremnobates (Lynch & Duellman, 1980)
- Pristimantis cuneirostris (Duellman & Pramuk, 1999)
- Pristimantis danae (Duellman, 1978)
- Pristimantis degener (Lynch & Duellman, 1997)
- Pristimantis delius (Duellman & Mendelson, 1995)
- Pristimantis dissimulatus (Lynch & Duellman, 1997)
- Pristimantis eriphus (Lynch & Duellman, 1980)
- Pristimantis eugeniae (Lynch & Duellman, 1997)
- Pristimantis exoristus (Duellman & Pramuk, 1999)
- Pristimantis floridus (Lynch & Duellman, 1997)
- Pristimantis ganonotus (Duellman & Lynch, 1988)
- Pristimantis gentryi (Lynch & Duellman, 1997)
- Pristimantis ignicolor (Lynch & Duellman, 1980)
- Pristimantis illotus (Lynch & Duellman, 1997)
- Pristimantis imitatrix (Duellman, 1978)
- Pristimantis incanus (Lynch & Duellman, 1980)
- Pristimantis incomptus (Lynch & Duellman, 1980)
- Pristimantis infraguttatus (Duellman & Pramuk, 1999)
- Pristimantis inusitatus (Lynch & Duellman, 1980)
- Pristimantis lindae (Duellman, 1978)
- Pristimantis lividus (Lynch & Duellman, 1980)
- Pristimantis lucasi Duellman & Chaparro, 2008
- Pristimantis luscombei (Duellman & Mendelson, 1995)
- Pristimantis lynchi (Duellman & Simmons, 1977)
- Pristimantis melanogaster (Duellman & Pramuk, 1999)
- Pristimantis mendax (Duellman, 1978)
- Pristimantis meridionalis (Lehr & Duellman, 2007)
- Pristimantis metabates (Duellman & Pramuk, 1999)
- Pristimantis minutulus Duellman & Hedges, 2007
- Pristimantis muscosus (Duellman & Pramuk, 1999)
- Pristimantis nephophilus (Duellman & Pramuk, 1999)
- Pristimantis pataikos (Duellman & Pramuk, 1999)
- Pristimantis pecki (Duellman & Lynch, 1988)
- Pristimantis percnopterus (Duellman & Pramuk, 1999)
- Pristimantis petersi (Lynch & Duellman, 1980)
- Pristimantis petrobardus (Duellman, 1991)
- Pristimantis phalaroinguinis (Duellman & Lehr, 2007)
- Pristimantis pharangobates (Duellman, 1978)
- Pristimantis philipi (Lynch & Duellman, 1995)
- Pristimantis pinguis (Duellman & Pramuk, 1999)
- Pristimantis prolatus (Lynch & Duellman, 1980)
- Pristimantis pteridophilus (Lynch & Duellman, 1997)
- Pristimantis rhabdocnemus (Duellman & Hedges, 2005)
- Pristimantis rhabdolaemus (Duellman, 1978)
- Pristimantis rhodoplichus (Duellman & Wild, 1993)
- Pristimantis rhodostichus (Duellman & Pramuk, 1999)
- Pristimantis rufioculis (Duellman & Pramuk, 1999)
- Pristimantis sagittulus (Lehr, Aguilar & Duellman, 2004)
- Pristimantis salaputium (Duellman, 1978)
- Pristimantis schultei (Duellman, 1990)
- Pristimantis scitulus (Duellman, 1978)
- Pristimantis serendipitus (Duellman & Pramuk, 1999)
- Pristimantis spectabilis Duellman & Chaparro, 2008
- Pristimantis sternothylax (Duellman & Wild, 1993)
- Pristimantis stictoboubonus (Duellman, Lehr & Venegas, 2006)
- Pristimantis stictogaster (Duellman & Hedges, 2005)
- Pristimantis toftae (Duellman, 1978)
- Pristimantis truebae (Lynch & Duellman, 1997)
- Pristimantis wiensi (Duellman & Wild, 1993)
- Psychrophrynella Hedges, Duellman & Heinicke, 2008
- Ptychohyla acrochorda Campbell & Duellman, 2000
- Ptychohyla panchoi Duellman & Campbell, 1982
- Ptychohyla zophodes Campbell & Duellman, 2000
- Rhinella arborescandens (Duellman & Schulte, 1992)
- Rhinella nesiotes (Duellman & Toft, 1979)
- Rhinella vellardi (Leviton & Duellman, 1978)
- Rulyrana flavopunctata (Lynch & Duellman, 1973)
- Rulyrana saxiscandens (Duellman & Schulte, 1993)
- Rulyrana spiculata (Duellman, 1976)
- Rulyrana tangarana (Duellman & Schulte, 1993)
- Scarthyla Duellman & de Sá, 1988
- Scinax cruentommus (Duellman, 1972)
- Scinax danae (Duellman, 1986)
- Scinax exiguus (Duellman, 1986)
- Scinax ictericus Duellman & Wiens, 1993
- Scinax oreites Duellman & Wiens, 1993
- Scinax sugillatus (Duellman, 1973)
- Smilisca sila Duellman & Trueb, 1966
- Stefania riae Duellman & Hoogmoed, 1984
- Stefania roraimae Duellman & Hoogmoed, 1984
- Syncope tridactyla (Duellman & Mendelson, 1995)
- Tepuihyla talbergae Duellman & Yoshpa, 1996
- Teratohyla midas (Lynch & Duellman, 1973)
- Trachycephalus hadroceps (Duellman & Hoogmoed, 1992)

## Honores

### Taxones nombrados en su honor
- Phyllodactylus duellmani Dixon, 1960
- Anolis duellmani Fitch & Henderson, 1973
- Pristimantis duellmani (Lynch, 1980)
- Phyllomedusa duellmani Cannatella, 1982
- Duellmania Dubois, 1987
- Duellmanohyla Campbell and Smith, 1992
- Ranitomeya duellmani (Schulte, 1999)
- Noblella duellmani (Lehr, Aguilar, and Lundberg, 2004)
- Ceuthomantis duellmani Barrio-Amoros, 2010
- Cnemidophorus duellmani  McCranie & Hedges, 2013

## Abreviatura (zoología)
La abreviatura Duellman  se emplea para indicar a William Edward Duellman como autoridad en la descripción y taxonomía en zoología.